# Diego Ruiz
Diego Alejandro Ruiz Scheuschner, noto come Diego Ruiz (San Miguel de Tucumán, 19 dicembre 1980), è un ex calciatore argentino, di ruolo attaccante.

## Palmarès

### Club

#### Competizioni nazionali
- Coppa di Romania: 1

CFR Cluj: 2008-2009